# Welcome to Medina
Welcome to Medina — дебютный англоязычный и третий в общем студийный альбом датской певицы Медины, выпущенный в 2010 году на лейбле Labelmade.

## Об альбоме
Данный альбом представляет собой международное издание её второго датскоязычного студийного альбома Velkommen til Medina (2009) специально для международного рынка. Четыре хит-сингла альбома, «Kun for mig», «Velkommen til Medina», «Ensom» и «Vi to», были переведены на английский язык и стали «You and I», «Welcome to Medina», «Lonely» и «The One» соответственно. Остальные песни на альбоме — новые, все записаны на английском языке.
Релиз альбома состоялся 23 июля 2010 года в Австрии, Германии, Швейцарии и, собственно, в самой Дании, ему предшествовал выпуск сингла «You and I». В России альбом распространялся с пометкой «Special Russian Edition», туда вошли неизданные ремиксы на сингл «You and I». 26 ноября вышло переиздание альбома с новой песней «Sundown» и вторым диском, на котором содержались клипы и ремиксы на синглы. Через год вновь вышло переиздание альбома с пометкой «Ultimate Collection», туда вошли все песни из стандартного и специального изданий, новые ремиксы и два новых сингла на датском языке «For Altid» и «Synd For Dig».
В поддержку альбома было выпущено шесть синглов. «You and I» был выпущен в качестве лид-сингла с альбома 21 сентября 2009 года в Великобритании, где он достиг 39-го места, и 3 мая 2010 года в Германии, Австрии и Швейцарии, достигнув 10-го, 25-го и 30-го мест соответственно. «Lonely» был выпущен в качестве второго сингла альбома 3 сентября 2010 года в Германии и Австрии, где он достиг пика под номерами 26 и 46 соответственно. «Selfish» был выпущен в качестве промосингла 15 октября 2010. «Addiction» — третий сингл альбома, выпущенный 26 ноября 2010 года в Германии; песня достигла 1-го места в датском чарте синглов. «Gutter» был выпущен в качестве четвертого сингла альбома 18 марта 2011 года в Германии и достиг 43-го места в немецком чарте синглов и 8-го места в датском чарте синглов. «The One» был выпущен в качестве пятого сингла с альбома 12 августа 2011 года. Премьера клипа на эту песню состоялась 27 июля 2011 года, и он похож на датскую версию под названием «Vi to», но с некоторыми новыми сценами. Сингл достиг 64-го места в немецком чарте синглов. «Execute Me» был выпущен в качестве шестого и последнего сингла с альбома 11 ноября 2011 года в Германии и Австрии. Релиз сингла на физическом носителе содержал альбомную версию, два ремикса и музыкальное видео, премьера которого состоялась 24 октября 2011 года.

## Список композиций

### Стандартное издание
| №   | Название                       | Автор(ы)                                                             | Длительность |
| --- | ------------------------------ | -------------------------------------------------------------------- | ------------ |
| 1.  | «Welcome to Medina»            | Медина, Расмус Стабелл, Йеппе Федерспьел, Лиза Грин                  | 3:55         |
| 2.  | «You and I»                    | Медина, Расмус Стабелл, Йеппе Федерспьел, Адам Пауэрс, Джули Штейнке | 2:54         |
| 3.  | «Addiction»                    | Медина, Расмус Стабелл, Йеппе Федерспьел, Лиза Грин                  | 3:38         |
| 4.  | «Lonely»                       | Медина, Расмус Стабелл, Йеппе Федерспьел, Терри Бйерре               | 3:11         |
| 5.  | «6 AM»                         | Медина, Расмус Стабелл, Йеппе Федерспьел, Терри Бйерре               | 3:29         |
| 6.  | «In Your Arms»                 | Медина, Расмус Стабелл, Йеппе Федерспьел, Лиза Грин                  | 3:40         |
| 7.  | «Happy»                        | Медина, Расмус Стабелл, Йеппе Федерспьел, Лиза Грин                  | 3:33         |
| 8.  | «The One»                      | Медина, Расмус Стабелл, Йеппе Федерспьел, Терри Бйерре               | 3:58         |
| 9.  | «Gutter»                       | Медина, Расмус Стабелл, Йеппе Федерспьел, Виктория Хансен            | 3:26         |
| 10. | «Selfish»                      | Медина, Расмус Стабелл, Йеппе Федерспьел, Терри Бйерре               | 3:46         |
| 11. | «Execute Me»                   | Медина, Расмус Стабелл, Йеппе Федерспьел, Лиза Грин                  | 3:40         |
| 12. | «You and I» (Acoustic Version) | Медина, Расмус Стабелл, Йеппе Федерспьел, Адам Пауэрс, Джули Штейнке | 2:57         |

| №   | Название                     | Длительность |
| --- | ---------------------------- | ------------ |
| 13. | «You and I» (Deadmau5 Remix) | 6:18         |

| №   | Название                             | Длительность |
| --- | ------------------------------------ | ------------ |
| 13. | «You and I» (Deadmau5 Remix)         |              |
| 14. | «You and I» (Spencer and Hill Remix) |              |
| 15. | «You and I» (Plastic Funk Remix)     |              |
| 16. | «You and I» (Dash Berlin Radio Edit) |              |

### Специальное издание
| №   | Название                       | Автор(ы)                                                             | Длительность |
| --- | ------------------------------ | -------------------------------------------------------------------- | ------------ |
| 1.  | «Welcome to Medina»            | Медина, Расмус Стабелл, Йеппе Федерспьел, Лиза Грин                  | 3:55         |
| 2.  | «You and I»                    | Медина, Расмус Стабелл, Йеппе Федерспьел, Адам Пауэрс, Джули Штейнке | 2:54         |
| 3.  | «Addiction»                    | Медина, Расмус Стабелл, Йеппе Федерспьел, Лиза Грин                  | 3:38         |
| 4.  | «Lonely»                       | Медина, Расмус Стабелл, Йеппе Федерспьел, Терри Бйерре               | 3:11         |
| 5.  | «6 AM»                         | Медина, Расмус Стабелл, Йеппе Федерспьел, Терри Бйерре               | 3:29         |
| 6.  | «In Your Arms»                 | Медина, Расмус Стабелл, Йеппе Федерспьел, Лиза Грин                  | 3:40         |
| 7.  | «Happy»                        | Медина, Расмус Стабелл, Йеппе Федерспьел, Лиза Грин                  | 3:33         |
| 8.  | «The One»                      | Медина, Расмус Стабелл, Йеппе Федерспьел, Терри Бйерре               | 3:58         |
| 9.  | «Gutter»                       | Медина, Расмус Стабелл, Йеппе Федерспьел, Виктория Хансен            | 3:26         |
| 10. | «Selfish»                      | Медина, Расмус Стабелл, Йеппе Федерспьел, Терри Бйерре               | 3:46         |
| 11. | «Execute Me»                   | Медина, Расмус Стабелл, Йеппе Федерспьел, Лиза Грин                  | 3:40         |
| 12. | «You and I» (Acoustic Version) | Медина, Расмус Стабелл, Йеппе Федерспьел, Адам Пауэрс, Джули Штейнке | 2:57         |
| 13. | «Sundown»                      | Медина, Расмус Стабелл, Йеппе Федерспьел, Терри Бйерре               | 3:08         |

| №   | Название                                  | Длительность |
| --- | ----------------------------------------- | ------------ |
| 1.  | «Kun for mig»                             | 4:15         |
| 2.  | «Velkommen til Medina»                    | 4:56         |
| 3.  | «Ensom»                                   | 4:11         |
| 4.  | «Vi To»                                   | 4:00         |
| 5.  | «Yo Sin Ti» (You And I — Spanish Version) | 4:15         |
| 6.  | «You and I» (Deadmau5 Remix)              | 6:18         |
| 7.  | «You And I» (Spencer & Hill Remix)        | 6:19         |
| 8.  | «You And I» (Svenstrup & Vendelboe Remix) | 5:04         |
| 9.  | «You And I» (The Gooseflesh Remix)        | 5:10         |
| 10. | «Lonely» (DBN RMX)                        | 5:18         |
| 11. | «Lonely» (Svenstrup & Vendelboe Remix)    | 4:50         |
| 12. | «Lonely» (Gooseflesh Remix)               | 5:30         |
| 13. | «Lonely» (Plastik Funk's Dirty House RMX) | 7:26         |

### Ultimate Collection
| №   | Название                                     | Автор(ы)                                                             | Длительность |
| --- | -------------------------------------------- | -------------------------------------------------------------------- | ------------ |
| 1.  | «Welcome to Medina»                          | Медина, Расмус Стабелл, Йеппе Федерспьел, Лиза Грин                  | 3:55         |
| 2.  | «You and I»                                  | Медина, Расмус Стабелл, Йеппе Федерспьел, Адам Пауэрс, Джули Штейнке | 2:54         |
| 3.  | «Addiction»                                  | Медина, Расмус Стабелл, Йеппе Федерспьел, Лиза Грин                  | 3:38         |
| 4.  | «Lonely»                                     | Медина, Расмус Стабелл, Йеппе Федерспьел, Терри Бйерре               | 3:11         |
| 5.  | «6 AM»                                       | Медина, Расмус Стабелл, Йеппе Федерспьел, Терри Бйерре               | 3:29         |
| 6.  | «In Your Arms»                               | Медина, Расмус Стабелл, Йеппе Федерспьел, Лиза Грин                  | 3:40         |
| 7.  | «Happy»                                      | Медина, Расмус Стабелл, Йеппе Федерспьел, Лиза Грин                  | 3:33         |
| 8.  | «The One»                                    | Медина, Расмус Стабелл, Йеппе Федерспьел, Терри Бйерре               | 3:58         |
| 9.  | «Gutter»                                     | Медина, Расмус Стабелл, Йеппе Федерспьел, Виктория Хансен            | 3:26         |
| 10. | «Selfish»                                    | Медина, Расмус Стабелл, Йеппе Федерспьел, Терри Бйерре               | 3:46         |
| 11. | «Execute Me»                                 | Медина, Расмус Стабелл, Йеппе Федерспьел, Лиза Грин                  | 3:40         |
| 12. | «You and I» (Deadmau5 Remix)                 | Медина, Расмус Стабелл, Йеппе Федерспьел, Адам Пауэрс, Джули Штейнке | 6:18         |
| 13. | «Lonely» (Massimo Nocito & Jewelz Remix)     | Медина, Расмус Стабелл, Йеппе Федерспьел, Терри Бйерре               | 6:12         |
| 14. | «Addiction» (FiveStarDeejays Remix)          | Медина, Расмус Стабелл, Йеппе Федерспьел, Лиза Грин                  | 6:31         |
| 15. | «Gutter» (Blank & Jones Club Mix)            | Медина, Расмус Стабелл, Йеппе Федерспьел, Виктория Хансен            | 6:47         |
| 16. | «The One» (Get No Sleep Collective Remix)    | Медина, Расмус Стабелл, Йеппе Федерспьел, Терри Бйерре               | 6:09         |
| 17. | «Execute Me» (Get No Sleep Collective Remix) | Медина, Расмус Стабелл, Йеппе Федерспьел, Лиза Грин                  | 5:37         |
| 18. | «Execute Me» (Sola Plexus Remix)             | Медина, Расмус Стабелл, Йеппе Федерспьел, Лиза Грин                  | 5:06         |
| 19. | «You and I» (Svenstrup & Vendelboe Remix)    | Медина, Расмус Стабелл, Йеппе Федерспьел, Адам Пауэрс, Джули Штейнке | 5:04         |
| 20. | «Lonely» (Svenstrup & Vendelboe Remix)       | Медина, Расмус Стабелл, Йеппе Федерспьел, Терри Бйерре               | 4:50         |
| 21. | «Addiction» (Svenstrup & Vendelboe Remix)    | Медина, Расмус Стабелл, Йеппе Федерспьел, Лиза Грин                  | 5:07         |
| 22. | «Gutter» (Svenstrup & Vendelboe Remix)       | Медина, Расмус Стабелл, Йеппе Федерспьел, Hansen                     | 5:56         |
| 23. | «The One» (Svenstrup & Vendelboe Remix)      | Медина, Расмус Стабелл, Йеппе Федерспьел, Терри Бйерре               | 4:42         |
| 24. | «Ensom»                                      | Медина, Расмус Стабелл, Йеппе Федерспьел                             | 4:11         |
| 25. | «Kun for mig»                                | Медина, Расмус Стабелл, Йеппе Федерспьел                             | 4:16         |
| 26. | «Vi to»                                      | Медина, Расмус Стабелл, Йеппе Федерспьел                             | 4:01         |
| 27. | «Stikker du af»                              | Медина, Расмус Стабелл, Йеппе Федерспьел                             | 3:23         |
| 28. | «Er du med»                                  | Медина, Расмус Стабелл, Йеппе Федерспьел                             | 5:09         |
| 29. | «For altid»                                  | Медина, Расмус Стабелл, Йеппе Федерспьел                             | 3:34         |
| 30. | «Synd for dig»                               | Медина, Расмус Стабелл, Йеппе Федерспьел                             | 3:30         |
| 31. | «You and I» (Acoustic Version)               | Медина, Расмус Стабелл, Йеппе Федерспьел, Адам Пауэрс, Джули Штейнке | 2:56         |
| 32. | «Sundown» (Radio Edit)                       | Медина, Расмус Стабелл, Йеппе Федерспьел, Терри Бйерре               | 2:56         |
| 33. | «Velkommen til Medina»                       | Медина, Расмус Стабелл, Йеппе Федерспьел                             | 4:56         |
| 34. | «Yo sin ti» (You and I - Spanish Version)    | Медина, Расмус Стабелл, Йеппе Федерспьел                             | 4:15         |

| Чарт (2010)                     | Пиковая позиция |
| ------------------------------- | --------------- |
| Австрия (Ö3 Austria)            | 45              |
| Дания (Hitlisten)               | 11              |
| Германия (Offizielle Top 100)   | 9               |
| Швейцария (Schweizer Hitparade) | 24              |

| Регион | Сертификация | Продажи  |
| --- | ------------ | -------- |
| Дания (IFPI Danmark) | Золотой      | 15 000^  |
| Германия (BVMI) | Золотой      | 100 000^ |
| * Данные о продажах приведены только на основе сертификации. ^ Данные о тиражах приведены только на основе сертификации. |              |          |